# Мілош Велімирович
Мілош Велімірович (серб. Miloš Velimirović) — (10 грудня 1922, м. Белград, Югославія, тепер Сербія — 18 квітня 2008) — американський музикознавець, дослідник візантійського церковного співу у його зв'язках із старо-слов'янською співочою традицією. За походженням серб. Доктор філософії (1957). Почесний доктор Афінського університету (2004).
Вищу освіту здобув за фахом «історія мистецтва» у Белградському університеті (1947—51), за фахом «музикологія» — у Белградській музичній академії (1948—52). Продовжив навчання як аспірант у Гарвардському університеті (1952—55), де працював під керівництвом візантинолога Е. Веллеша, а також О. Ґомбоші та В. Пістона. 1955—57 — стипендіат Центру візантійських досліджень Дамбартон-Оукс. 
Від часу здобуття наукового ступеня — викладач, згодом — доцент і професор Єльського університету (1957—69). Професор університету штату Вісконсін у м. Медісон (1969—73) та університету штату Вірджинія у м. Шар- лотсвіль (1973—93). Головний редактор серії Collegium Musicum (Єльський університет, 1958—73), заступник редактора серії Studies in Eastern Chant (1966—79). Директор Центру східно-європейських досліджень (Вірджинія, 1988-91). Редактор і автор дописів до RILM (Repertoire Internationale de Literature Musicale) та багатьох ін. видань. Автор понад 90 наук, праць. 
Брав участь у численних наукових конференціях, у тому числі у Національній музичній академії України імені Петра Чайковського (1998, 2001, 2005). Здійснив порівняльне дослідження нотацій найдавніших грецьких і слов'янських рукописів із Греції та Афону, дешифрував ряд піснеспівів, зафіксованих за допомогою давньоруської безпомітної та середньовізантійської нотацій. Розробив фундамент, й спеціальні музично-історичні курси, автор сучасних методик науково-дослідницької праці музикознавця-медієвіста, що узагальнює дані джерелознавства, текстології, музичної палеографії, історіографії. За досягнення в галузі музичної медієвістики нагороджений медалями («1300 років Болгарії» тощо).

## Літературні твори
- Структура старословенских музичних ирмолога // Хиландарски зборник. Београд, 1966/1.
- A Russian Translation appeared // Музыкальная культура средневековья. Москва, 1991. Вып. 1
- The Past Attainments and Future Tasks in the Study of the Eastern Orthodox Chant // Православна монодія: її богословська, літургічна та естетична сутність. Київ, 2001.
- Byzantine Elements in Early Slavic Chant: In 2 vol. Copenhagen, 1960 (Monumenta Musicae Byzantinae: Subsidia. IV).
- Preparation of an Inventory of Old Slavic Musical MSS // Anfange der slavischen Musik. Bratislava, 1966.
- The Influence of the Byzantine Chant on the Music in the Slavic Countries // Proceedings of the 13th International Congress of Byzantine Studies. London, 1967.
- An Unusual Russian «Spiritual Verse» // Studies in Eastern Chant. 1971/2.
- The Present State of research in Slavic Chant // Acta Musicologica. XLIV (1972).
- The Attainments and Tasks in the Investigation of Contacts of Byzantium and the Slavs in the Eastern Mediterranean // Report of the Twelfth Congress of the International Musicological Society. Kassel, Barenreiter, 1981.
- The Slavic Response to Byzantine Musical Influence // Musica Antiqua Europae Orientalis. Bydgoszcz, 1982. 6.
- Evolution of the Musical Notation in Medieval Russia // Cyrillomethodianum. Thessaloniki, 1984–1985. 8–9.
- Russian Musicians outside of Russia in the Twentieth Century // Miscellanea Musicologica. 1987. 12.
- Byzantine Musical Traditions among the Slavs // The Byzantine Tradition after the Fall of Constantinople. Charlottesville, 1991.
- The First Organ Builder in Russia II Literary and Musical Notes. New York; Bern, 1995.
- Evolution of Byzantine Musical Notation in Russia // Studi di musica bizantina in onore di Giovanno Marzi a cura di Alberto Doda. Cremona, 1995.